# Fussballclub Solothurn
Il Football Club Solothurn (ufficialmente, in tedesco Fussballclub Solothurn) è una società calcistica svizzera con sede nella città di Soletta. La sua fondazione risale al 1º luglio 1901.
Milita nella 1ª Lega.

## Palmarès

### Competizioni nazionali
- Serie B (Svizzera): 1

1920-1921
- Prima Lega: 1

1962-1963

### Altri piazzamenti
- Challenge League:

Secondo posto: 1935-1936 (girone ovest)
Terzo posto: 1933-1934 (girone est)
- 1ª Lega:

Primo posto: 2017-2018 (gruppo 2)
Secondo posto: 2018-2019 (gruppo 2), 2022-2023 (gruppo 2)
Terzo posto: 2016-2017 (gruppo 2)